# Kristine Miller
Kristine Miller, geboren als Jacqueline Olivia Eskesen (Buenos Aires, 13 juni 1925 – Monterey, eind 2015) was een Amerikaans actrice.

## Levensloop en carrière
Miller werd geboren in Argentinië. Haar vader was vice-directeur van Standard Oil in Argentinië. In 1931 verhuisde de familie naar de Verenigde Staten. Ze sprak vloeiend Engels, Deens en Spaans. In 1945 maakte ze haar filmdebuut. Een kleine rol in You Came Along met Robert Cummings en Lizabeth Scott. In 1948 breekt ze echt door met een hoofdrol in I Walk Alone naast Burt Lancaster, Lizabeth Scott en Kirk Douglas. Haar carrière was echter van korte duur. In de jaren 50 acteert ze enkel op freelance basis. Bijvoorbeeld in "Jungle Patrol" (1948), "Too Late for Tears" (1949), "The Steel Fist" (1952) en "I Walk Alone" (1948) en op televisie in "Stories of the Century", "Science Fiction Theatre", "Father Knows Best", The Donna Reed Show" en "Tales of Wells Fargo". In 1961 stopte ze met acteren.
Op 4 februari 2016 maakte een familielid van Miller bekend, dat de actrice eind 2015 was overleden in een ziekenhuis in Monterey (Californië).

## Filmografie (selectie)
- Sorry, Wrong Number, 1948
- Too Late for Tears, 1948
- From Here to Eternity, 1953